# 藤崎萬里
藤崎 萬里（ふじさき まさと、1914年（大正3年）12月16日 - 2006年（平成18年）10月6日）は、日本の最高裁判所裁判官、外交官（外務省条約局長、オランダ駐箚大使、タイ王国駐箚大使等）。

## 来歴・人物
鹿児島県出身。川辺郡知覧町（南九州市）生まれ、揖宿郡山川町（指宿市へ合併）出身。馬場家に生まれ、伯父の藤崎家の養子となる。鹿児島県立第一鹿児島中学校（現鹿児島県立鶴丸高等学校）を経て、1933年（昭和8年）第七高等学校造士館 (旧制)卒業。1936年（昭和11年）、東京帝国大学文学部英文学科卒業。旧制高校の教師になろうと考えていたが就職口がなく、東京帝国大学法学部政治学科に再入学して学び1937年（昭和12年）外務省へ入省。アメリカンスクール（英語研修組）である。
占領下では連合国との連絡にあたる終戦連絡事務局連絡官として、新憲法の政府案を説明する佐藤達夫内閣法制局次長の通訳をした。国務長官顧問で来日したジョン・ダレス『戦争か平和か』（河出書房、1950年、序文幣原喜重郎）を訳した。
外務省条約局課長として、日米講和条約の首相演説草稿を作成。条約局長時代には日韓条約に取り組む。1968年（昭和43年）、駐オランダ大使就任。1972年（昭和47年）、駐タイ大使就任。1976年（昭和51年）、国連海洋法会議主席代表就任。
1977年（昭和52年）4月より最高裁判所判事。チッソ川本事件の最高裁判決では公訴棄却の結論を支持する多数意見に対し、「公訴棄却の原判決を確定されることは、本件のような暴力の行使を容認するものと誤解されるおそれがある」と反対意見を表明した。
1984年（昭和59年）12月に定年退官。
1987年（昭和62年）、春の叙勲で勲一等瑞宝章を受章。
2006年10月6日、自宅で死去、91歳。
妻の芙佐子は駐チェコスロヴァキア公使を務めた藤井啓之助の娘で、伊藤博文の曾孫に当たる。子の藤崎一郎は外交官で外務審議官や駐アメリカ特命全権大使を歴任。娘婿の高橋雅二も外交官で法務省入国管理局長、南アフリカ駐箚大使や財団法人交流協会理事長を歴任した。